# Ласаро Рівас
Ласаро Рівас Скалл (ісп. Lázaro Rivas Scull; нар. 4 квітня 1975, Сан-Ніколас-де-Барі, провінція Гавана (нині провінція Маябеке) — пом. 22 грудня 2013, Сан-Хосе-де-лас-Лахас, провінція Маябеке) — кубинський борець греко-римського стилю, переможець та дворазовий бронзовий призер чемпіонатів світу, семиразовий переможець, срібний та бронзовий призер Панамериканських чемпіонатів, дворазовий чемпіон Панамериканських ігор, срібний та бронзовий призер Кубків світу, срібний призер Олімпійських ігор.

## Біографія
Боротьбою почав займатися з 1984 року. З 1994 тренувався під керівництвом Педро Валя. У 2011 році завершив виступи.
20 грудня 2013 року на фестивалі в рідному містечку Сан-Ніколас-де-Барі внаслідок бійки дістав 11 ножових поранень у шию і живіт. Був доставлений до місцевої лікарні, де йому надали першу допомогу; потрібна була термінова операція, але там не виявилося необхідного для таких випадків обладнання, а єдина на всю провінцію машина швидкої допомоги була зайнята з іншим пацієнтом. Коли спортсмена доставили до центральної провінційної лікарні в Сан-Хосе-де-лас-Лахасі, він втратив багато крові, але там не виявилось компонентів для переливання, через що Ласаро Рівас помер у лікарні за 2 дні.
Похований 24 грудня 2013 року в Пантеоні спортсменів.

## Виступи на Олімпіадах
| Змагання                    | Збірна | Вагова категорія | Місце  |
| --------------------------- | ------ | ---------------- | ------ |
| Літні Олімпійські ігри 1996 | Куба   | 52 кг            | 5      |
| Літні Олімпійські ігри 2000 | Куба   | 54 кг            | Срібло |
| Літні Олімпійські ігри 2004 | Куба   | 55 кг            | 5      |

## Виступи на Чемпіонатах світу
| Змагання                        | Збірна | Вагова категорія | Місце  |
| ------------------------------- | ------ | ---------------- | ------ |
| Чемпіонат світу з боротьби 1997 | Куба   | 54 кг            | 9      |
| Чемпіонат світу з боротьби 1999 | Куба   | 54 кг            | Золото |
| Чемпіонат світу з боротьби 2001 | Куба   | 54 кг            | Бронза |
| Чемпіонат світу з боротьби 2003 | Куба   | 55 кг            | Бронза |
| Чемпіонат світу з боротьби 2005 | Куба   | 55 кг            | 5      |

## Виступи на Панамериканських чемпіонатах
| Змагання                                   | Збірна | Вагова категорія | Місце  |
| ------------------------------------------ | ------ | ---------------- | ------ |
| Панамериканський чемпіонат з боротьби 1997 | Куба   | 54 кг            | Золото |
| Панамериканський чемпіонат з боротьби 1998 | Куба   | 54 кг            | Золото |
| Панамериканський чемпіонат з боротьби 2000 | Куба   | 54 кг            | Золото |
| Панамериканський чемпіонат з боротьби 2001 | Куба   | 54 кг            | Срібло |
| Панамериканський чемпіонат з боротьби 2002 | Куба   | 55 кг            | Золото |
| Панамериканський чемпіонат з боротьби 2004 | Куба   | 55 кг            | Золото |
| Панамериканський чемпіонат з боротьби 2005 | Куба   | 55 кг            | Золото |
| Панамериканський чемпіонат з боротьби 2006 | Куба   | 55 кг            | Золото |
| Панамериканський чемпіонат з боротьби 2007 | Куба   | 55 кг            | Бронза |

## Виступи на Панамериканських іграх
| Змагання                  | Збірна | Вагова категорія | Місце  |
| ------------------------- | ------ | ---------------- | ------ |
| Панамериканські ігри 1999 | Куба   | 54 кг            | Золото |
| Панамериканські ігри 2003 | Куба   | 55 кг            | Золото |

## Виступи на Кубках світу
| Змагання                    | Збірна | Вагова категорія | Місце  |
| --------------------------- | ------ | ---------------- | ------ |
| Кубок світу з боротьби 1996 | Куба   | 52 кг            | Бронза |
| Кубок світу з боротьби 2005 | Куба   | 55 кг            | Срібло |

## Виступи на інших змаганнях
| Змагання                                                  | Збірна | Вагова категорія | Місце  |
| --------------------------------------------------------- | ------ | ---------------- | ------ |
| Панамериканський Олімпійський кваліфікаційний турнір 1996 | Куба   | 52 кг            | Золото |
| Тестовий турнір FILA 1998                                 | Куба   | 54 кг            | Срібло |
| Міжнародний меморіал Дейва Шульца 2003                    | Куба   | 55 кг            | Золото |
| Гран-прі Німеччини з боротьби 2004                        | Куба   | 55 кг            | Золото |
| Гран-прі Німеччини з боротьби 2005                        | Куба   | 55 кг            | 12     |
| Центральноамериканські і Карибські ігри 2006              | Куба   | 55 кг            | Золото |